# 藤井重郎
藤井 重郎（ふじい じゅうろう、1883年（明治16年）7月18日 - 1937年（昭和12年）8月21日）は、日本の陸軍軍人。歩兵大佐で予備役となったのち、靖安軍司令官に就任し、熱河支隊長として戦死した。最終階級は陸軍少将、満州国陸軍中将。

## 経歴
福島県出身。農業を営む塩谷家の六男で、藤井家の養子となる。長男の藤井毅は陸軍獣医大尉、三男の藤井信は陸軍士官学校57期出身で戦死した陸軍大尉である。藤井は創設以来の稚松会会員であった。会津中学から仙台陸軍幼年学校、陸軍中央幼年学校本科を経て、陸軍士官学校16期を卒業。1904年（明治37年）11月、歩兵少尉に任官した。
陸軍将校
歩兵第32連隊附となり、翌年5月から1906年（明治39年）3月まで日露戦争に従軍した。戦後は歩兵第65連隊大隊副官、同連隊および歩兵第4連隊の各中隊長、歩兵第61連隊大隊長などを務める。1925年（大正14年）12月、歩兵第44連隊附中佐、松本連隊区司令部員を歴任。1930年（昭和5年）8月、大佐へ進級したが、諭旨によって予備役編入となる。
満州国軍
石原莞爾と土肥原賢二の招きで満州に渡った藤井は靖安遊撃隊の副司令に就任し、1932年（昭和7年）に実施された遊撃隊の軍政部移管に伴い、改称された靖安軍の司令官となる。靖安軍は匪賊討伐に勇名があった。また満州国の官吏養成機関である大同学院の学監を務め、1期生97名を卒業させた。講師を務めたのは星野直樹、平貞蔵、伊藤整一らである。1937年（昭和8年）、日中戦争の勃発に伴い、藤井は熱河支隊長として出動し、敵情視察中に狙撃を受け戦死した。日本陸軍、満州国陸軍においてそれぞれ一階級特進している。

## 栄典
- 1904年（明治37年）12月8日 - 正八位[6]